# Георг Кристиан фон Валдщайн-Вартенберг
Георг Кристиан Антон Михаел Йозеф Патернус Франц де Паула фон Валдщайн-Вартенберг (на немски: Georg Christian Anton Michael Josef Paternus Franz de Paula Graf von Waldstein-Wartenberg; * 14 април 1743, Прага; † 6 септември 1791, Лайтомишл в Чехия) е бохемски благородник, граф на Валдщайн и Вартенберг.

## Живот
Той е най-малкият син на имперския таен съветник граф Франц Георг фон Валдщайн-Вартенберг (1709 – 1771) и съпругата му графиня Мария Йозефа Терезия фон Траутмансдорф (1704 – 1757), дъщеря на граф Франц Венцел фон Траутмансдорф, фрайхер фон Глайхенберг (1677 – 1753), и графиня Мария Елеонора фон Кауниц (1682 – 1735). Баща му Франц Георг, като вдовец, влиза 1760 г. като монах в „ордена на капуцините“.
Георг Кристиан става през 1765 г. господар на Лайтомишл. Георг Кристиан умира на 48 години на 6 септември 1791 г. в имението Лайтомишл/Литомишъл в Пардубицки край. Градът става прочут по-късно като роден град на чешкия композитор Бедржих Сметана (1824 – 1884). Линията измира през 1901 г. с Георг Йохан.

## Фамилия
Георг Кристиан се жени на 29 август 1765 г. в Инсбрук за графиня Анна Мария Елизабет Йохана Михаела Януария Улфелт-Гилаус (* 19 септември 1747, Виена; † 27 януари 1791, Виена), дъщеря на австрийския държавен и имперски дворцов канцлер граф Антон Корфиц Улфелдт (1699 – 1769) и принцеса Мария Елизабет фон Лобковиц (1726 – 1786). Те имат девет деца:
- Мария Йозефа Елизабет Ева Йохана (* 1 февруари 1767; † 2 януари 1820)
- Георг Йозеф Йохан Непомуценус Раймунд Лео Франц (* 11 април 1768; † 26 април 1825), женен на 19 април 1792 г. в Айзенщат за графиня Мария Франциска фон Хоенфелд (* 6 октомври 1771; † 27 юни 1831); имат един син
- Мария Елизабет Йохана Баптиста Симон Юдас (* 28 октомври 1769, Виена; † 3 януари 1813, Пеща), омъжена I. на 8 февруари 1789 г. във Виена за граф Йозеф Кароли де Нагикароли (* 7 октомври 1768; † 4 април 1803), II. на 28 октомври 1807 г. във Виена за граф Агост Кеглевич де Буцин (* 1759; † 1 ноември 1813, Грац)
- Мария Антоанет Йозефа Йохана Баптиста (* 31 март 1771, Виена; † 17 януари 1854, Виена), омъжена на 13 февруари 1792 г. за княз Ференц Кохари де Цсабраг ет Сзитния (* 4 септември 1766; † 27 юни 1826)
- Емануел Йохан Баптист Йозеф Леодегар (* 2 октомври 1773; † 11 февруари 1829), женен на 15 декември 1799 г. за графиня Мария Терезия Сзтарай де Сзтара ет Наги-Михали (* 25 ноември 1776; † 1826); имат четири сина и 1 дъщеря
- Вилхелмина Йохана Баптиста Романа (* 9 август 1775, Виена; † 2 януари 1849, Чоцен), омъжена на 2 февруари 1801 г. във Виена за австрийския генерал граф Хиронимус фон Колоредо-Мансфелд (* 30 май 1775; † 23 юли 1822); син им фелдмаршал-лейтенант Франц (1802 – 1852) става княз
- Франц де Паула Йозеф Йохан Баптист Максентус (* 12 декември 1776; † 2 септември 1795, в битка)
- Йохан Непомуценус Кирил Методиус Грегор Баптист (* 9 март 1778; † 22 ноември 1783)
- Лудовика Алойзия Мария Анна Йохана (* 19 август 1779; † 28 март 1783)